# Верейська Олена Миколаївна
Оле́на Микола́ївна Вере́йська (рос. Верейская Елена Николаевна; *7 (19) грудня 1886, Санкт-Петербург — †19 вересня 1966, Ленінград, нині знову Санкт-Петербург) — російська дитяча письменниця. Донька історика Миколи Івановича Кареєва, дружина художника Георгія Семеновича Верейського, мати художника Ореста Георгійовича Верейського.
У Петербурзі закінчила гімназію, а тоді Вищі (Бестужеські) жіночі курси.
Ще в дитинстві, разом із братом, пише п'єси, пробує писати оповідання, але здебільшого складає вірші. 1910 в журналі «Вісник Європи» надруковано її перший вірш. У цьому журналі і надалі з'являються вірші й оповідання молодої письменниці під дошлюбним прізвищем — Олена Кареєва.
1917, провівши чоловіка на фронт, Верейська поїхала з дітьми в Смоленську губернію. Тут вона прилучається до сільської роботи, працює вчителькою, бібліотекаркою. До 1919 вчила дітей старшого класу сільської школи, ознайомлювала їх з російською літературою, історією та географією.
Восени 1922 повернулася в Петроград. Невдовзі вона стає активною учасницею «Гуртка дитячих письменників», яким керував Самуїл Маршак.
Під час Другої світової війни працювала у військовому шпиталі.

## Твори
- Повість «Сергійко в селі».
- Повість «Отава».
- Повість «Три дівчинки (Історія однієї квартири)».
- Збірка оповідань «Пам'ятний день».
- Збірка оповідань «У ті роки».

## Електронні джерела
- Біографія
- Спиок виданих книг

1. 1 2 3  Чеська національна авторитетна база даних
2. ↑  ПроДетЛит — 2019.